# Аридниця гладеньковолоса
Аридниця гладеньковолоса (Syntrichia laevipila) — вид мохів порядку потіальних (Pottiales).

## Поширення
Батьківщиною є Європа, Африка, Північна Америка, Південна Америка, Азія, Австралія, Нова Зеландія.
Зрідка росте на корі дерев, рідко на скелях; від низьких до високих висот.

## Характеристика
Стебла 1–3(5) мм. Листки складчасті і дещо скручені коли сухі, прямовисні коли вологі, лопатчасті, 1–1.75 × 0.5–0.75 мм; краї плоскі й зубчасті; верхівки тупі чи вирізані. Спеціалізоване нестатеве розмноження наявне. Вид дводомний чи автоікозний (чоловічі й жіночі органи на одній рослині, але на окремих гілках). Коробочкові ніжки 5–15 мм, червоні. Коробочка червона, 3–5 мм, пряма, з чітко вираженою шийкою. Спори 10–16 мкм, бородавчасті.